# الهرماس بن زياد
الهِرْماس بن زيَِاد بن مَالِك بن عمرو بن عامر بن ثعلبة بن غَنْم بن قُتَيبة أو أبو حدير الباهلي من صغار الصحابة، رأى النبي يخطب بمنى على بعير، وعاش إلى حدود سنة 90 هـ.

## سيرته
ذكر ابن ماكولا أَنه من أَهل اليمامة، روى حديثًا أنه رأى النبي يخطب الناس على بعير، وحدث عنه: حنبل بن عبد الله، وعكرمة بن عمار، وأخرج له أبو داود وَغَيْرُهُ. وكان آخر من مات من الصحابة باليمامة.